# Cáceres (Hiszpania)
Cáceres – miasto w zachodniej Hiszpanii, w regionie Estremadura, stolica prowincji Cáceres. Ośrodek handlowy, naukowy, kulturalny i przemysłowy, m.in. przemysł spożywczy, ceramiczny, skórzany. W okolicy Cáceres znajdują się złoża fosforytów.

## Geografia
Cáceres znajduje się w zachodniej części Wyżyny Nowej Kastylii na średniej wysokości 459 m n.p.m. Przez ścisłe centrum miasta przepływa strumień Arroyo de la Ribera, na jego obrzeżach występuje jeszcze kilka mniejszych cieków wodnych. Większość z nich stanowi dorzecze Tagu, natomiast część – Gwadiany.

## Historia

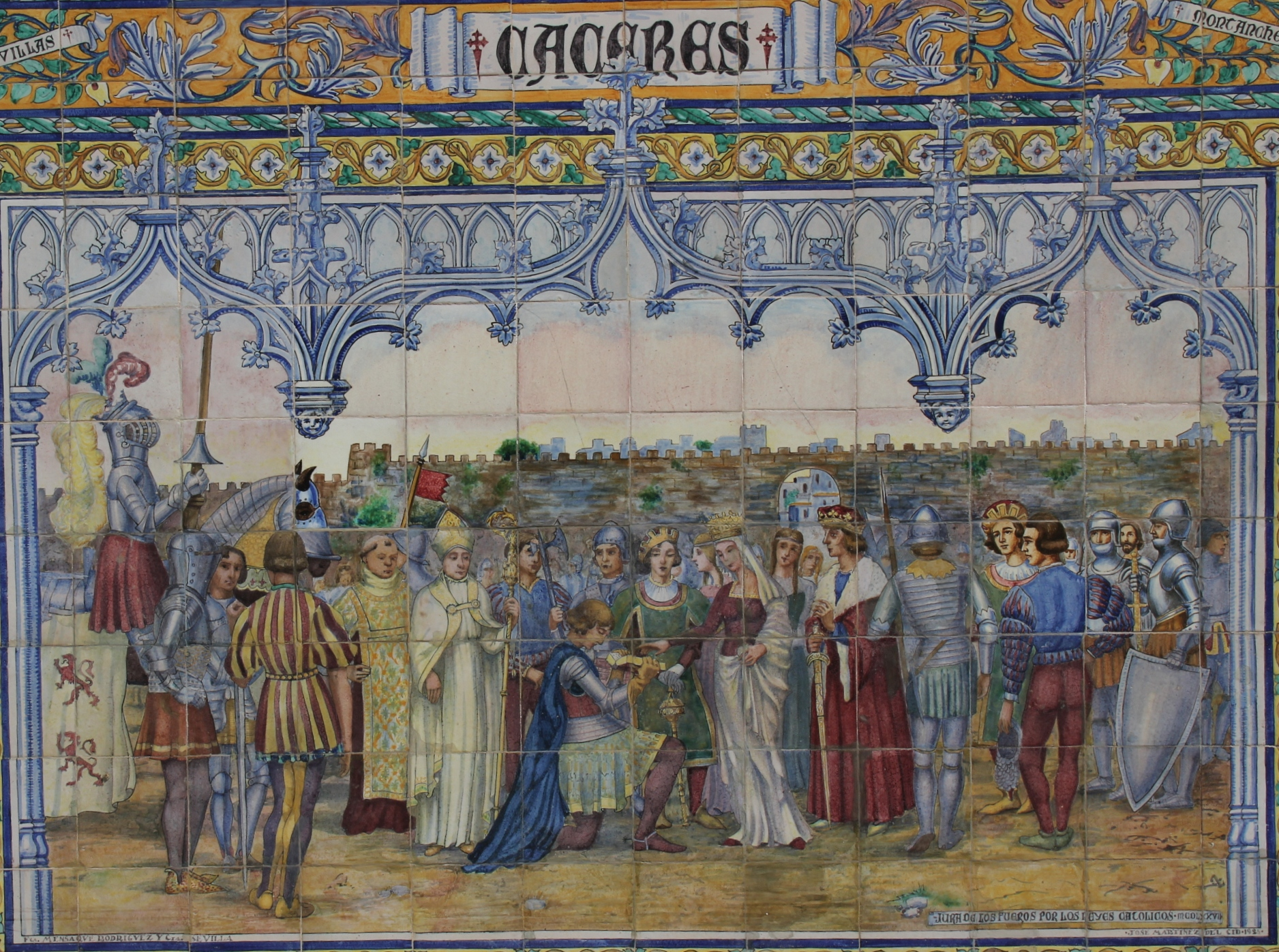
Królowie Katoliccy w Cáceres – azulejo na Placu Hiszpańskim w Sewilli

Najstarsze ślady pobytu człowieka w regionie pochodzą z okresu górnego paleolitu i znajdują się w jaskini Cueva de Maltravieso na południowych przedmieściach miasta. Składają się na nie min. odciski rąk, malowidła naskalne i ślady pochówków społeczności rolniczych z okresu neolitu i epoki brązu. W 34 r. p.n.e. na terenie dzisiejszego Cáceres rzymski wódz wojskowy i polityk Gaius Norbanus Flaccus założył osadę Norba Caesarina.
Hitoria miasta w okresie od upadku cesarstwa rzymskiego do XII wieku nie jest znana. We wspomnianym stuleciu staje się ono obiektem walk pomiędzy wojskami muzułmańskimi i chrześcijańskimi – w 1169 zdobył je Ferdynand II, król Leónu, rok później powstał zakon rycerski Bracia z Cáceres, którego zadaniem była obrona zdobyczy przed muzułmanami. W roku 1173 osadę odbił Abu Jusuf I – kalif z dynastii Almohadów i zarządził odbudowę fortyfikacji na bazie murów rzymskich. Niektóre ze zbudowanych wtedy wież istnieją do dziś. 23 kwietnia 1229 (w dzień św. Jerzego) miasto podbił Alfons IX, król Leónu, włączając okoliczne ziemie do swojego królestwa. Święty Jerzy stał się od tego momentu patronem miasta, które pozostało już w rękach chrześcijańskich.
Po przejściu frontu rekonkwisty osada zaczęła się dynamicznie rozbudowywać, a czas jej największego rozwoju datowany jest na wieki XV i XVI. Z tego okresu pochodzi zdecydowana większość budynków ze strefy otoczonej obwarowaniami. W latach 1497 i 1499 Cáceres odwiedzali Królowie Katoliccy – Izabela Kastylijska i Ferdynand Aragoński – wydając nowe rozporządzenia regulujące status ośrodka miejskiego. Rozwój w owym czasie miasto częściowo zawdzięcza również napływowi bogactw z tzw. Nowego Świata, jako że duża część konkwistadorów pochodziła właśnie z tej części Hiszpanii. Po okresie kryzysu w wieku XVII nastąpiły czasy powolnego wzrostu w następnym stuleciu. W 1833 roku Cáceres stało się stolicą Górnej Estremadury (obecnie prowincja Cáceres). W 1864 roku w nieodległej osadzie Aldea Moret odkryto złoża fosforytów, a w 1881 roku do miasta doprowadzono kolej.
U progu hiszpańskiej wojny domowej Cáceres wraz z prawie całą prowincją opowiedziało się po stronie sił narodowych i pozostało pod ich kontrolą przez cały okres zmagań. 26 sierpnia 1936 roku, po uzyskaniu kontroli nad południową częścią Estremadury (Badajoz (prowincja)), generał Francisco Franco przeniósł tu swoją główną kwaterę na następne 38 dni. Niedaleko na południe, w zamku w Arguijuelas, powstał tajny ośrodek szkolenia czołgistów, przygotowujący żołnierzy narodowców do obsługi broni pancernej uzyskanej z Niemiec. 23 lipca 1937 roku lotnictwo republiki dokonało bombardowania miasta siłami pięciu samolotów Tupolew SB-2 radzieckiej produkcji, w wyniku którego (według oficjalnych danych) śmierć poniosło 35 osób, a kolejne 60 zostało rannych. Ucierpiało również sporo budynków w mieście.
Tutejsze dziedzictwo kulturowe zostało objęte w Hiszpanii ochroną prawną w roku 1949, natomiast w 1986 zostało ono wpisane na listę UNESCO. Dzisiejsze Cáceres to miasto uniwersyteckie o bogatej ofercie kulturalnej z dominującym sektorem usług w gospodarce. Kandydowało ono do miana Europejskiej Stolicy Kultury w 2016 roku, jednak przegrało rywalizację z baskijskim San Sebastián.

## Zabytki

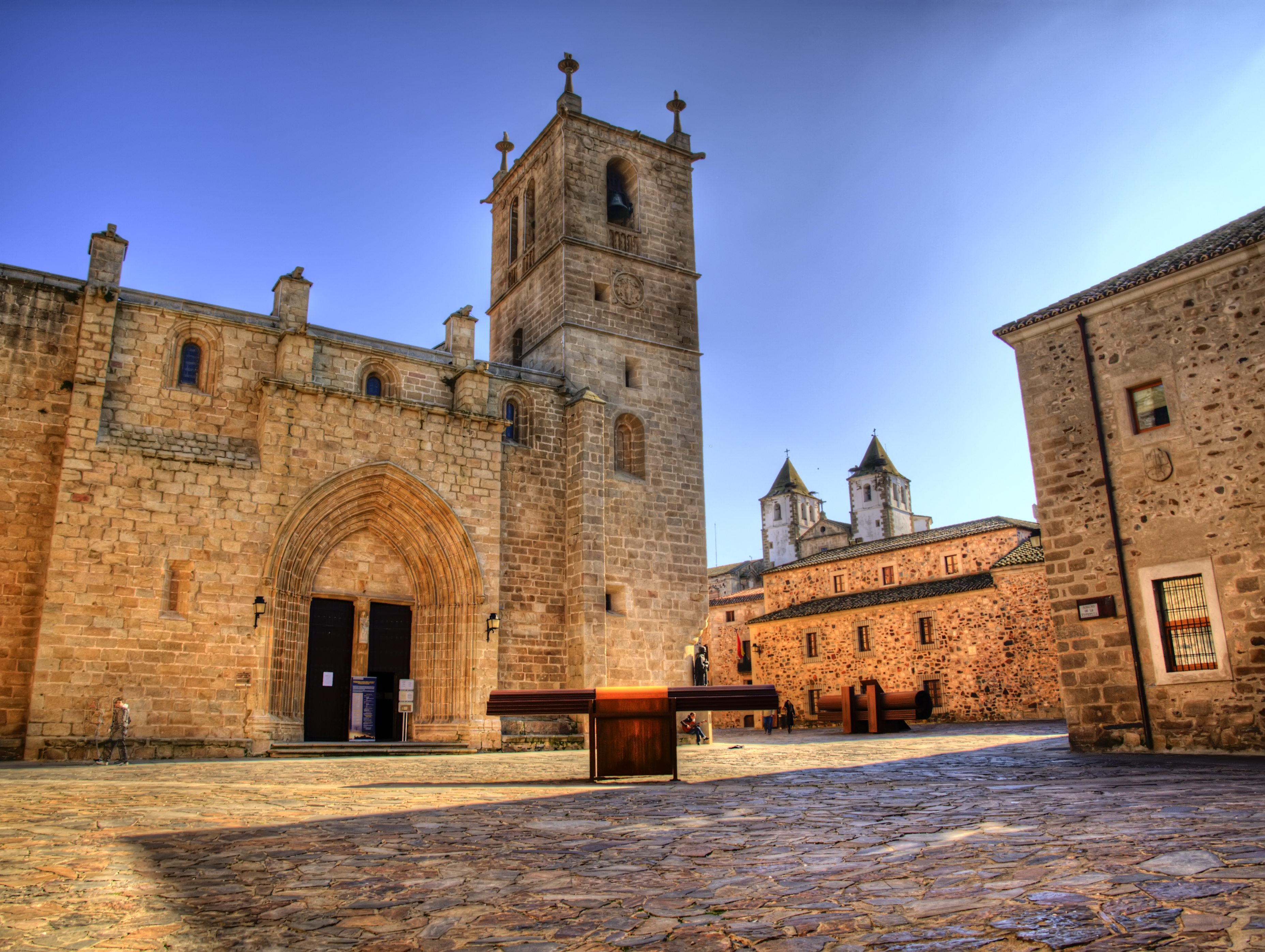
Konkatedra NMP oraz kościół św. Franciszka Ksawerego (w tle)

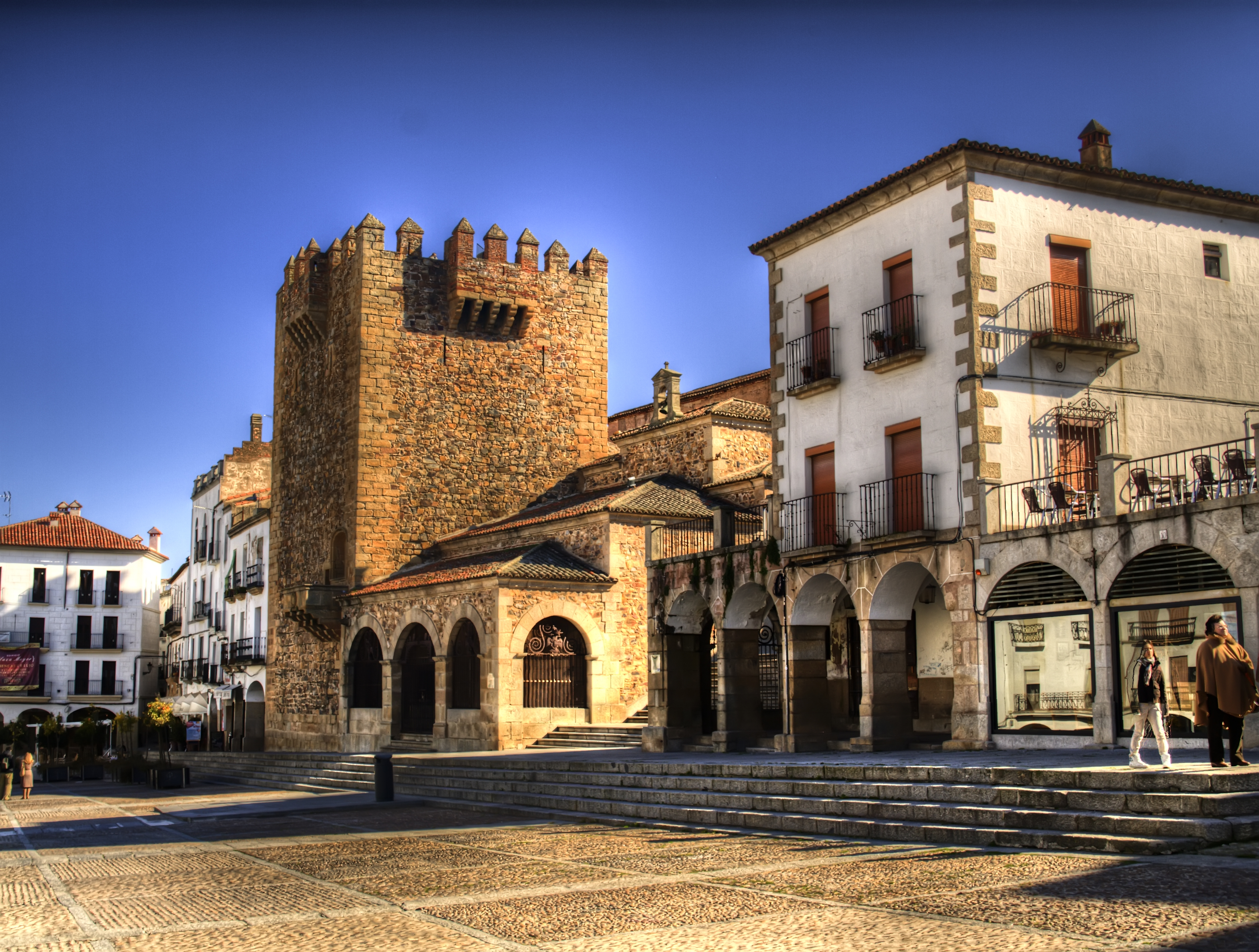
Plaza Mayor i wieża Torre de Bujaco

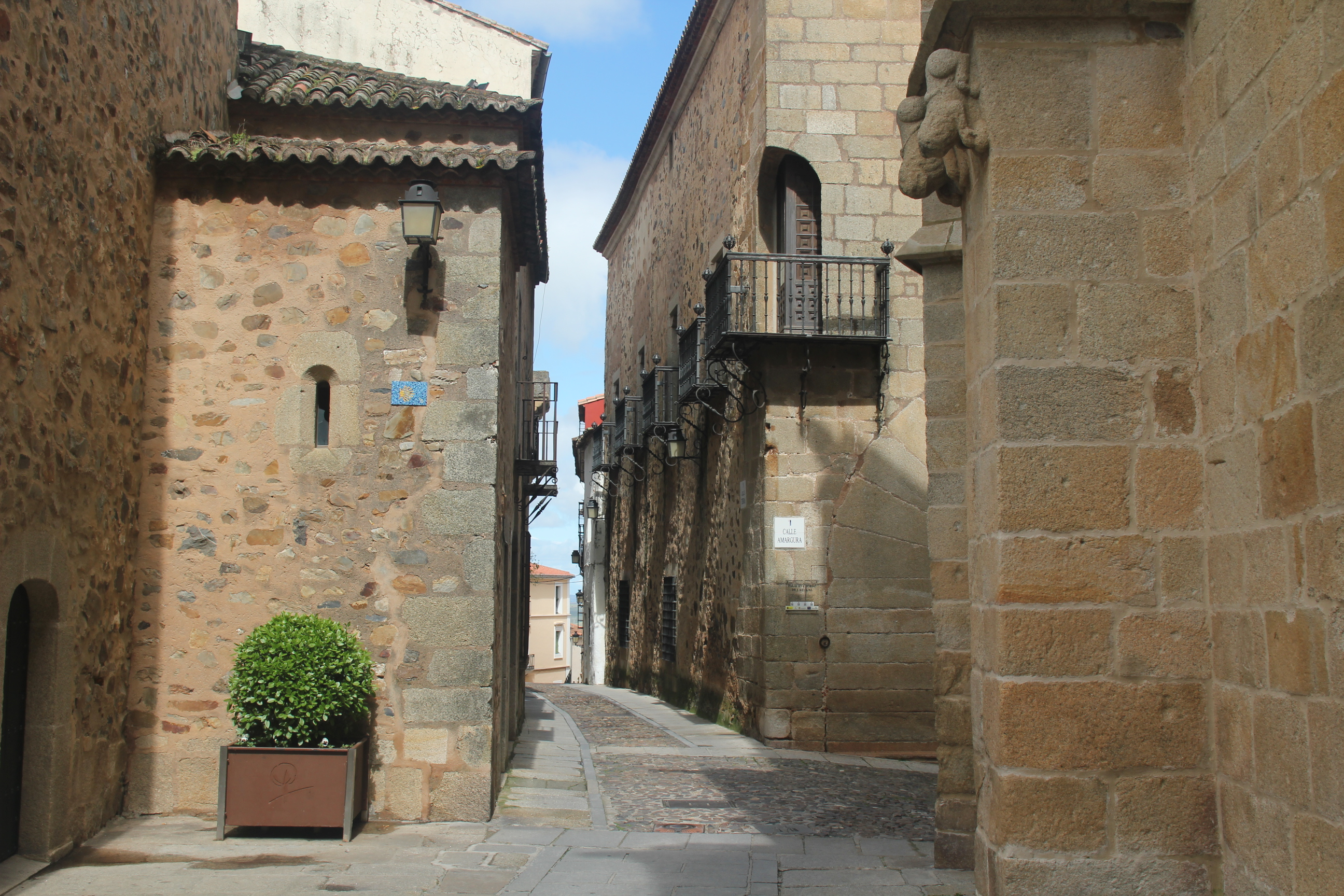
Palacio de Carvajal

W zabytkowej części miasta, na szczycie wzgórza, otoczone murami, leży Barrio Monumental (dzielnica zabytków), gdzie znajduje się ok. 40 cennych budowli średniowiecznych, renesansowych i barokowych. Jest to jeden z najcenniejszych zespołów architektonicznych w Hiszpanii, wpisany na listę światowego dziedzictwa UNESCO.

### Architektura sakralna
- Kościół Konkatedralny NMP (Iglesia Concatedral de Santa María) – trzynawowa świątynia zbudowana na przełomie XV i XVI w miejscu wcześniejszej budowli, z dominacją stylu gotyckiego. Od 1957 roku dzieli funkcję stolicy diecezji razem z katedrą w Corii. Na zewnątrz – rzeźba św. Piotra z Alkantary[12].
- Kościół św. Franciszka Ksawerego (Iglesia de San Francisco Javier) – barokowy kościół zbudowany w XVIII stuleciu przez jezuitów przy Plaza San Jorge – składa się z jednej nawy z kaplicami bocznymi. Posiada dwie wieże oraz kopułę na skrzyżowaniu naw[12].
- Kościół św. Jana (Iglesia de San Juan) – gotycki kościół z XIII stulecia, gruntownie przebudowywany w wiekach XIV, XV, XVII oraz w latach 60. XX w. (podczas ostatniej przebudowy przywrócono mu oryginalną formę). Znajduje się wewnątrz murów miejskich[12].
- Kościół św. Mateusza (Iglesia de San Mateo) – zbudowany w XVI wieku najprawdopodobniej w miejscu dawnego meczetu. Fasada z elementami stylu plateresco. Wewnątrz sosnowa nastawa ołtarzowa z 1763 roku. Jest miejscem pochówku znanych rodów z Cáceres[12].
- Kościół św. Jakuba (Iglesia de Santiago) – zbudowany w stylu gotyckim znajduje się na północ od strefy otoczonej murami. Wyposażenie z XV–XVII wieku[12].
- Kościół Ducha Świętego (Iglesia del Espíritu Santo) – położony na obrzeżach miasta, w okolicy jaskini Maltravieso – dawna pustelnia, później szpital, a obecnie kościół parafialny – zawiera elementy stylu mudéjar, aczkolwiek na przełomie dziejów był wielokrotnie przebudowywany (między innymi po zniszczeniach w czasie wojen napoleońskich). Najstarsze elementy pochodzą z XIV wieku[12].
- Kościół i klasztor św. Dominika (Iglesia y Convento de Santo Domingo) – obiekt z XVI wieku, należy do zakonu franciszkanów. Wnętrze na planie krzyża łacińskiego z kaplicami między przyporami, w ołtarzu głównym obraz z połowy XVIII stulecia przedstawiający św. Dominika[12].
- Kościół i klasztor św. Franciszka (Iglesia y Convento de San Francisco) – oprócz swego pierwotnego przeznaczenia, kompleks budynków klasztornych pełnił na przełomie dziejów szereg innych funkcji, jak: rezydencja mieszkalna, siedziba kolegium teologicznego, biblioteka, koszary, stajnie, ośrodek opieki nad chorymi czy sierociniec by wreszcie w 1981 roku stać się Kompleksem Kulturalnym Św. Franciszka, w którym znajduje się szkoła sztuk pięknych, szkoła tańca, konserwatorium muzyczne i sala konferencyjno-wystawowa[12].
- Sanktuarium Matki Boskiej Górskiej (Santuario de la Virgen de la Montaña) – XVIII-wieczny kościół zbudowany na szczycie Sierra de la Mosca około 600 m n.p.m. poza miastem. Wnętrze barokowe z ołtarzem w stylu churrigueresco. Patronka świątyni jest drugą (obok św. Józefa) patronką Cáceres. Ze szczytu wzgórza rozpościera się piękna panorama miejscowości i okolicy[12].

Oprócz tego w mieście znajduje się kilka pomniejszych kościołów z XIII–XVIII wieku o charakterze szpitali lub pustelni zlokalizowanych głównie poza zabytkowym centrum.

### Architektura obronna
Zabytkowe centrum (Barrio monumental) jest otoczone murami obronnymi rozbudowywanymi w różnych okresach. Pierwsze fortyfikacje zostały wzniesione przez Rzymian – ich fragmenty wciąż są widoczne w postaci fragmentów granitowego muru ciosowego. W XII wieku, w czasach rządów Almohadów, zostały dobudowane nowe wieże, z których do dziś możemy oglądać aż piętnaście: Torre Adosada, Torre Albarrana, Torre de Bujaco, Torre de la Hierba, Torre de la Puerta del Concejo, Torre de Mérida Este, Torre de Mérida Oeste, Torre del Aver, Torre del Cristo, Torre del Horno, Torre del Postigo, Torre del Rey, Torre Mochada, Torre Ochavada i Torre Redonda. Uzupełniają je trzy wieże dobudowane przez władców chrześcijańskich w stuleciach XIV–XV: Torre de Espaderos, Torre de los Púlpitos i Torre de los Sande.

### Kamienice i pałace
Wewnątrz starówki znajduje się szereg zabytkowych obiektów mieszkalnych, z których najbardziej znane to:
- Palacio de los Golfines de Abajo – największy pałac na starówce – zajmuje powierzchnię około dwudziestu standardowych kamienic i jednocześnie jeden z najbardziej charakterystycznych budynków w mieście, często przedstawiany na fotografiach, obrazach oraz kadrze filmowym. Oprócz gotyku i renesansu zawiera elementy stylu plateresco. W XV wieku podczas wizyty w Cáceres zatrzymali się tu Królowie Katoliccy[12].
- Palacio de Carvajal – zbudowany na przełomie XV i XVI wieku, zawiera elementy gotyku i renesansu. Posiada charakterystyczny balkon narożny z ostrołukowym wyjściem wykształtowanym w narożniku ściany. Wewnątrz znajduje się dziedziniec otoczony krużgankami[12].
- Palacio de las Cigüeñas – zlokalizowany przy Plaza de San Mateo – w najwyższej części starego miasta – został zbudowany w miejscu dawnego alkazaru Almohadów. Posiada charakterystyczną wieżę z krenelażem wystającym nieco poza obręb muru. Budynek został zaadaptowany w roku 1940 na siedzibę sztabu i do dziś pozostaje w posiadaniu Ministerstwa Obrony Hiszpanii[13].
- Casa Mudejar – budynek z XIV – jedyny zachowany dom w tym stylu mieście[12][13].
- Ayuntamiento – ratusz z lat 1867–1869 zbudowany w stylu klasycystycznym, znajduje się w południowej części Plaza Mayor.

Oprócz tego w obrębie Barrio Monumental znajduje się kilkadziesiąt innych ciekawych obiektów rezydencjalnych, należących w przeszłości do znanych rodów miejskich, jak np.:  Casa de Diego García de Ulloa „el Rico”, Casa de los Becerra, Casa de los Durán de la Rocha, Casa de los Moraga, Palacio de Galarza, Palacio de Francisco de Godoy, Palacio de Hernando de Ovando, Palacio de los Marqueses de Torreorgaz, Palacio de Mayoralgo.

## Kultura

### Muzea

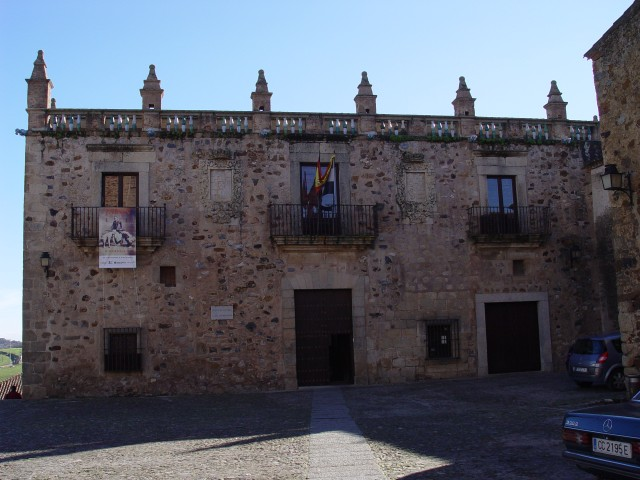
Casa de las Veletas – Muzeum Miasta Cáceres

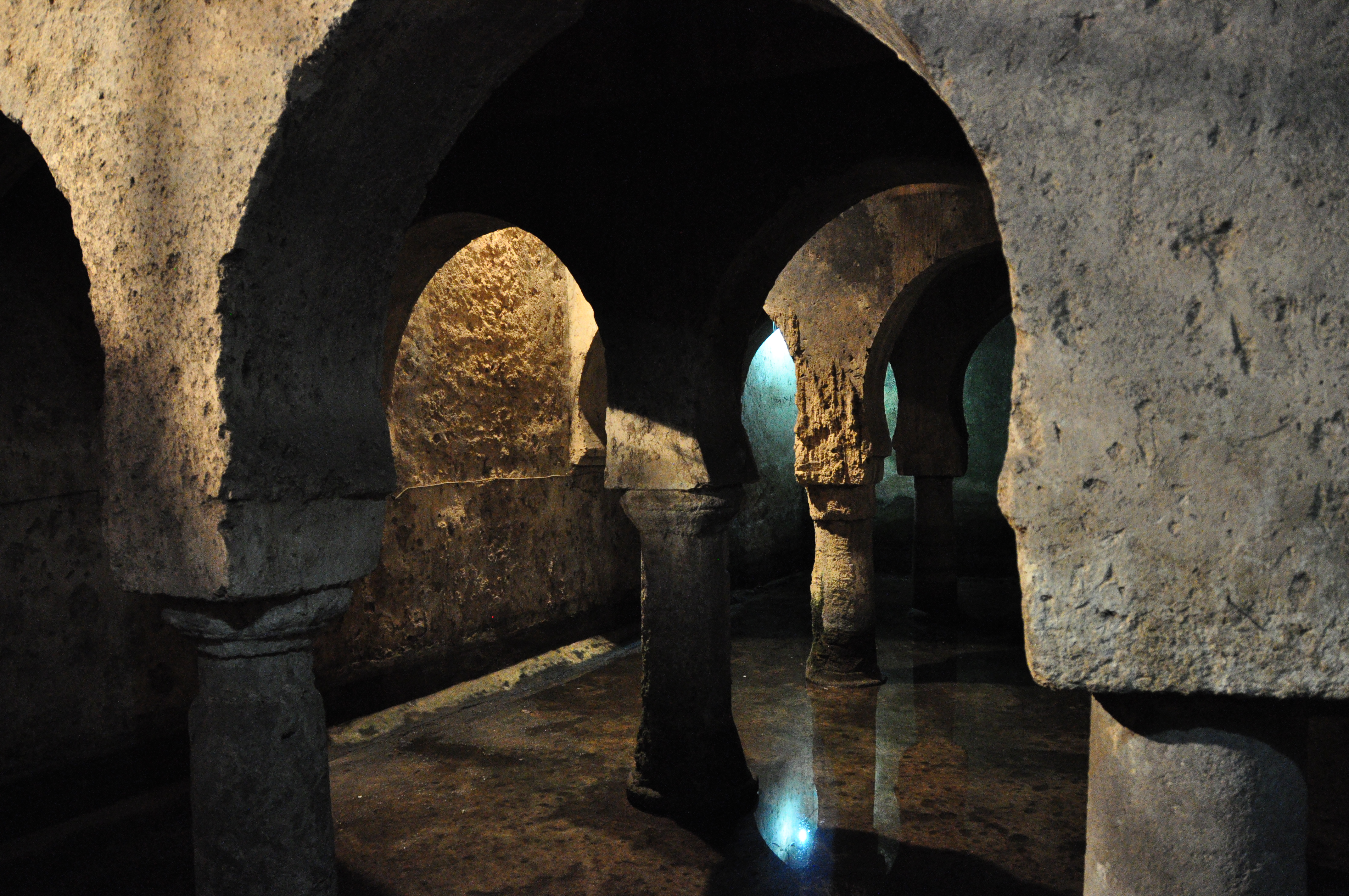
Aljiba – wnętrze

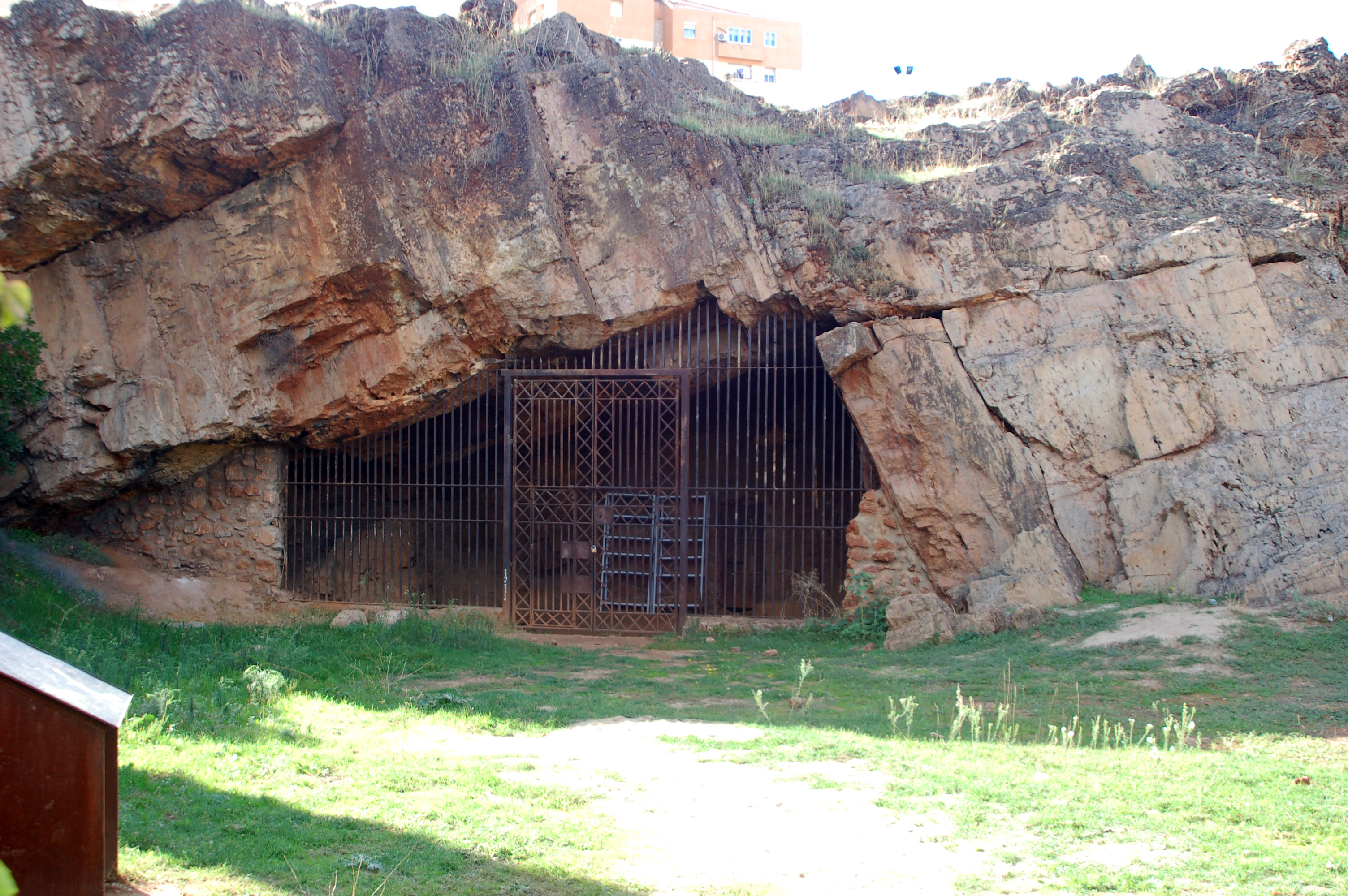
Wejście do jaskini Maltravieso

- Muzeum Miasta Cáceres (Museo de Cáceres) – zajmuje dwa budynki w obrębie starego miasta: Casa de Las Veletas (w miejscu dawnego alkazaru arabskiego) oraz Casa de los Caballos z XVI wieku. Zawiera ekspozycje: archeologiczną, etnograficzną oraz sztuk pięknych. Na terenie muzeum znajduje się również arabska aljiba (podziemny sklepiony zbiornik wodny). Obiekt posiada także salę wystaw czasowych[14][12].
- Muzeum – dom Guayasmina (Casa-Museo Guayasmín) – oprócz dzieł znanego ekwadorskiego malarza i rzeźbiarza, którego imię nosi, zawiera również eksponaty sztuki prekolumbijskiej oraz sztuki kolonialnej (głównie barokowej) z Ameryki Łacińskiej[14][15][12].
- Palacio de Carvajal – renesansowa bogata kamienica z przełomu XV/XVI stulecia prezentuje swoje wnętrza z meblami z epoki, wewnętrzne patio, w którym odbywają się koncerty dla ograniczonego audytorium oraz kaplicę[14][15].
- Muzeum Wolfa Vostella w Malpartida de Cáceres (Museo Vostell de Malpartida de Cáceres) – położone około dziewięciu kilometrów na zachód od centrum miasta prezentuje dzieła sztuki tego artysty niemieckiego pochodzenia[14].
- Muzeum Konkatedralne (Museo de la Concatedral de Cáceres) – zajmuje jedną salę w Konkatedrze NMP, w której prezentowane są naczynia i szaty liturgiczne oraz obrazy o charakterze religijnym[14][15][12].
- Muzeum Historyczno-Kulturalne Casa Pedrilla (Museo de Historia i Cultura Casa Pedrilla) – znajduje się na obrzeżach miasta; składa się z trzech kondygnacji, na których prezentowane są pamiątki związane ze znanymi postaciami pochodzącymi z Cáceres, dzieła sztuki wykonane przez ludzi pochodzących z miasta oraz historię Estremadury od czasów prehistorycznych do współczesnych[14][15][12].
- Muzeum Massa Solis (Museo Municipal Massa Solís) – zawiera ekspozycję malowideł artysty z Miajadas, którego imię nosi[14][15].
- Muzeum Arabskie Yusuf’a al Burch (Casa-Museo Árabe Yusuf al Burch) – znajduje się w domu z XII wieku zbudowanego na rzymskich fundamentach, zlokalizowanym w ścisłym zabytkowym centrum; zebrano w nim eksponaty związane z kulturą arabską, która była obecna w mieście przez kilka stuleci[14][15][12].
- Muzeum Broni (Museo de Armas [Aula Militar de Cultura]) – znajduje się w Pałacu pod Bocianami (Palacio de las Cigueñas) przy Plaza de San Mateo; prezentuje ekspozycję poświęconą broni z czasów dawnych[12].

### Centra interpretacji
- Jaskinia Maltravieso (Centro de Interpretación Cueva de Maltravieso) – znajduje się na przedmieściach miasta, w bezpośrednim sąsiedztwie jaskini, w której znaleziono pierwsze ślady człowieka w okolicy. Prezentuje reprodukcję tutejszych malowideł naskalnych[15].
- Torre de Bujaco (Centro de Interpretación Torre de Bujaco) – poświęcone trzem kulturom zamieszkującym miasto na przestrzeni dziejów[15].
- Kopalnie Estremadury (Centro de Interpretación „La Minería de Extremadura”) – znajduje się w dzielnicy Aldea Moret i jest poświęcone historii wydobycia surowców mineralnych w regionie[15].

### Teatry
- Teatr Wielki w Cáceres (Gran Teatro de Cáceres) – dysponuje dwiema salami, z których większa może pomieścić 571 widzów. W budynku działa również Orkiestra Estremadury[16].

## Klimat
| Miesiąc | Sty  | Lut  | Mar  | Kwi  | Maj  | Cze  | Lip  | Sie  | Wrz  | Paź  | Lis  | Gru  | Roczna |
| --- | ---- | ---- | ---- | ---- | ---- | ---- | ---- | ---- | ---- | ---- | ---- | ---- | ------ |
| Średnie temperatury w dzień [°C] | 12,0 | 14,0 | 17,7 | 19,3 | 23,7 | 29,9 | 33,7 | 33,2 | 28,8 | 22,0 | 15,9 | 12,5 | 21,9   |
| Średnie dobowe temperatury [°C] | 7,8  | 9,3  | 12,2 | 13,8 | 17,6 | 22,9 | 26,2 | 26,0 | 22,4 | 17,0 | 11,7 | 8,7  | 16,3   |
| Średnie temperatury w nocy [°C] | 3,7  | 4,7  | 6,7  | 8,3  | 11,5 | 16,0 | 18,8 | 18,7 | 16,0 | 11,9 | 7,5  | 4,9  | 10,7   |
| Opady [mm] | 54   | 48   | 36   | 52   | 50   | 20   | 6    | 7    | 30   | 77   | 89   | 77   | 551    |
| Średnia liczba dni z opadami | 6,7  | 6,5  | 5,0  | 7,2  | 6,5  | 2,6  | 0,7  | 1,0  | 3,5  | 7,5  | 8,1  | 8,4  | 64,2   |
| Wilgotność [%] | 79   | 73   | 63   | 60   | 55   | 44   | 37   | 39   | 49   | 65   | 76   | 80   | 60     |
| Średnie usłonecznienie [h] | 156  | 175  | 232  | 247  | 297  | 336  | 379  | 348  | 261  | 205  | 158  | 128  | 2922   |
| Źródło: Agencia Estatal de Meteorología (liczba dni z opadami dla wartości 1 mm, wysokość 394 m n.p.m., 2 km od centrum, 1982-2010) |      |      |      |      |      |      |      |      |      |      |      |      |        |

## Transport

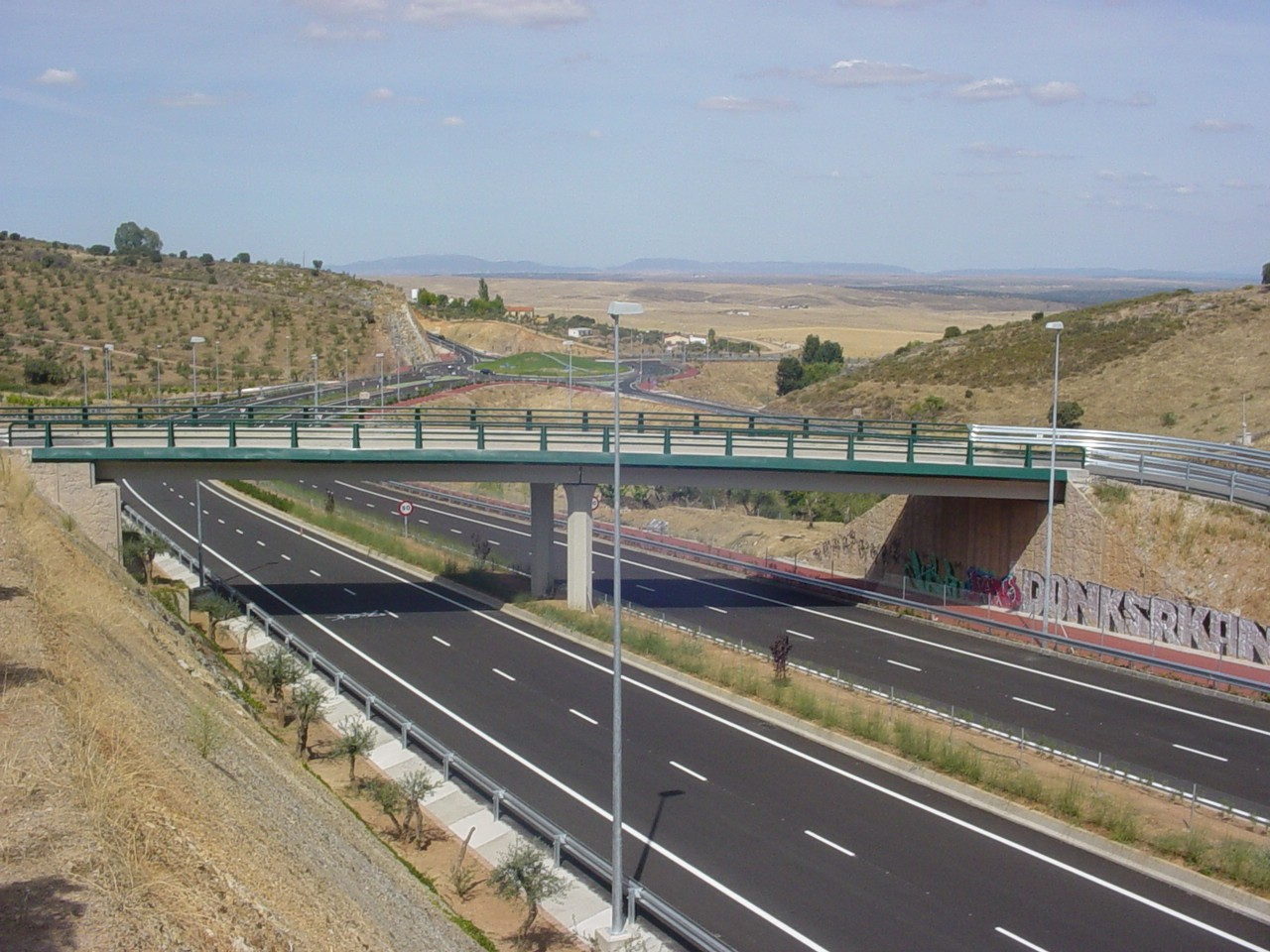
Droga N-521 – północna obwodnica Cáceres

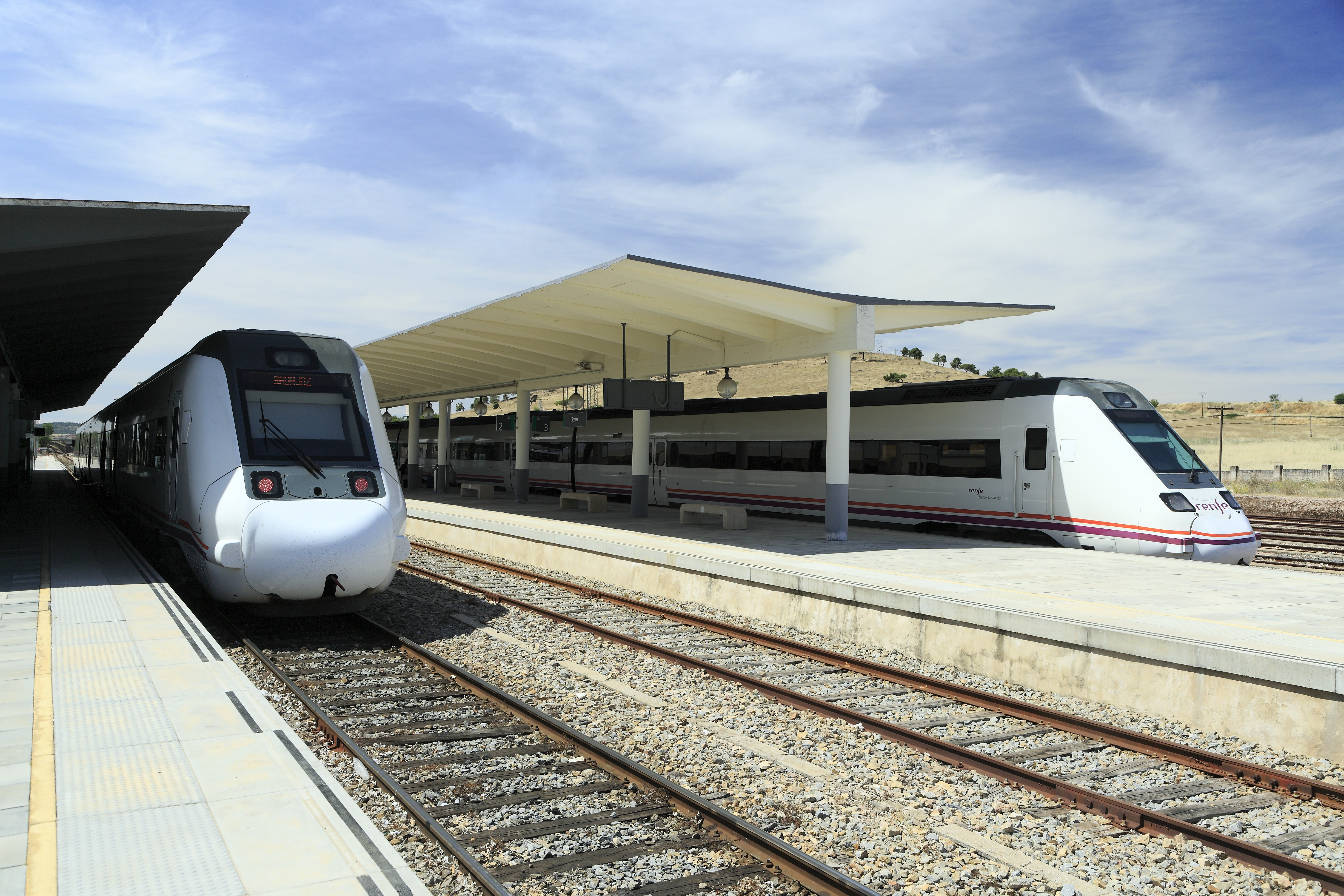
Stacja kolejowa Cáceres w 2007 roku

### Sieć drogowa
W mieście łączą się dwie autostrady: A-66 na kierunku północ-południe łącząca Zamorę z Sewillą i A-58 łącząca Cáceres z nieodległym Trujillo na zachodzie i dalej, poprzez autostradę A-5, z Madrytem oraz drogi krajowe: N-521 biegnąca w kierunku Portugalii i N-630 równoległa do autostrady A-66.

### Kolej
W Cáceres znajduje się stacja kolejowa, która utrzymuje połączenia kolejowe z innymi miastami regionu min. z Badajoz, Méridą, Valencia de Alcántara i Plasencią oraz ponadregionalne Madrytem i Sewillą.

### Komunikacja miejska i podmiejska
Transport miejski zapewnia sieć autobusów łącząca ze sobą poszczególne dzielnice.

### Transport autobusowy międzymiastowy
Cáceres utrzymuje liczne połączenia autobusowe z innymi miastami prowincji, stolicą regionu (Méridą), oraz miastami w całej Hiszpanii, jak i międzynarodowe (np. z Lizboną).

### Lotniska
Cáceres nie posiada własnego lotniska. Najbliższy port lotniczy – Badajoz – znajduje się w odległości około 121 km od miasta. Drugie najbliższe lotnisko to Salamanca (202 km). Madryckie lotnisko Barajas znajduje się w odległości około 317 km od miasta.

## Miasta partnerskie
- Santiago de Compostela, Hiszpania[21]
- La Roche-sur-Yon, Francja[21][22]
- Blois, Francja[22]
- Castelo Branco, Portugalia[21]
- Portalegre, Portugalia[21][22]
- Piano di Sorrento, Włochy[22]
- Norma, Włochy[22]
- Gaza, Autonomia Palestyńska[22][23]
- Netanja, Izrael[21][22][23]
- Santo Domingo, Dominikana[21][22]
- Lumbini, Nepal[24]